# 伯格斯多普

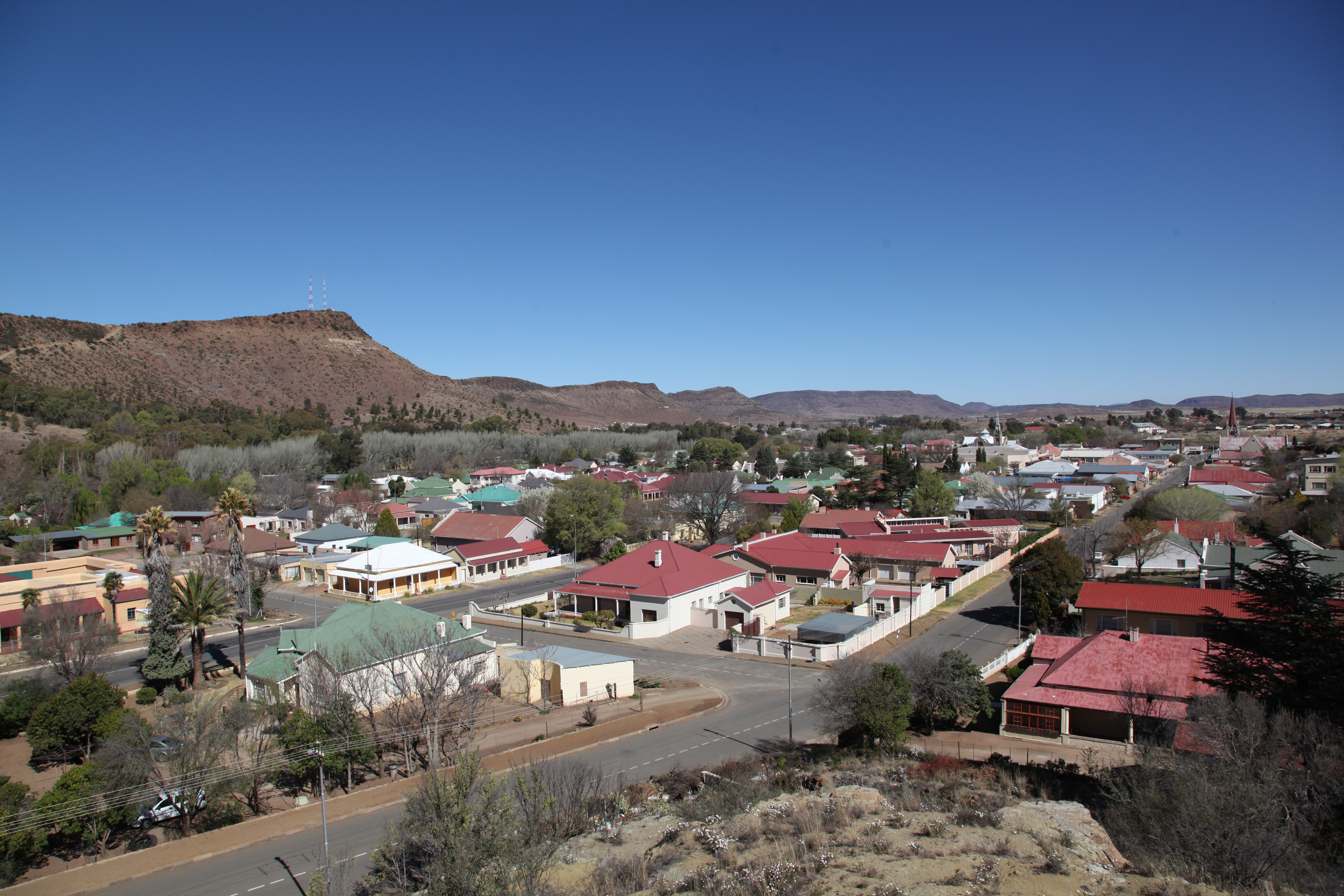
伯格斯多普

伯格斯多普是南非的城鎮，位於該國東部，由東開普省負責管轄，距離東倫敦359公里，始建於1846年，面積27.17平方公里，2001年人口4,409，人口密度每平方公里160人。

## 外部連結
Hoërskool Burgersdorp
Laerskool Burgersdorp
Burgersdorp（页面存档备份，存于）